# Тарбино (Ярославская область)
Тарбино – деревня в Покровской сельской администрации Покровского сельского поселения Рыбинского района Ярославской области . 
Деревня расположена в южной части Покровского сельского поселения, в удаленном от основных дорог болотистом краю. Местность вокруг деревни  преобразована мелиоративными работами и покрыта сетью канав и каналов, которые отводят воды в текущую к юго-востоку от деревни реку Койка и в текущую к северо-западу речку Волошка, приток Кормицы. От деревни  в северо-запалном направлении идёт дорога, проходящая через Тарбино, Полуево, Григорково и выходящая к северу от села Никольское на трассу Р104 на участке Углич-Рыбинск. 
На 1 января 2007 года постоянного населения в деревне Тарбино не числилось . Почтовое отделение, расположенное в селе Покров, обслуживает в деревне Тарбино 3 дома. 